# Ketidağ (berg i Azerbajdzjan)
Ketidağ (armeniska: K’et’i Lerr, Քեթի Լեռ) är ett berg i Azerbajdzjan. Det ligger i den västra delen av landet, 300 km väster om huvudstaden Baku. Toppen på Ketidağ är 3 399 meter över havet, eller 202 meter över den omgivande terrängen. Bredden vid basen är 3,9 km.
Terrängen runt Ketidağ är kuperad åt sydväst, men åt nordost är den bergig. Runt Ketidağ är det ganska glesbefolkat, med 25 invånare per kvadratkilometer.. Närmaste större samhälle är İstisu, 11,2 km öster om Ketidağ. 
Trakten runt Ketidağ består i huvudsak av gräsmarker.